# George Haywood
George Haywood (11 tháng 12 năm 1906 – 25 tháng 1 năm 1992) là một cầu thủ bóng đá người Anh từng thi đấu ở vị trí tiền đạo trung tâm. Ông có 60 lần ra sân và ghi 23 bàn tại Football League, thi đấu cho Birmingham, Chesterfield và Southport.

## Sự nghiệp câu lạc bộ
Haywood sinh ra ở Coleorton, Leicestershire. Ông thi đấu cho Whitwick Imperial và cho Gresley Rovers trước khi gia nhập câu lạc bộ First Division Birmingham với tư cách cầu thủ chuyên nghiệp vào tháng 11 năm 1928. Ông ghi hai bàn trong màn ra mắt cho Birmingham, trong thất bại 3–0 của Manchester City vào tháng 12 năm 1929, và là sự bổ sung cho tuyển thủ quốc gia Anh Joe Bradford, nhưng chưa bao giờ được thi đấu ở đội một. Ông tiếp tục có những khoảng thời gian ngắn cùng với Chesterfield và Southport ở Third Division North và cho Cradley Heath ở Birmingham & District League trước khi giải nghệ năm 1939. Ông mất tại Coalville, Leicestershire, năm 1992 lúc 85 tuổi.